# Hjørdis
Hjørdis ist eine dänische Familien-Miniserie mit vier Folgen aus dem Jahr 2015. Die Serie ist ein Ableger der Fernsehserie Rita. Es handelt sich um ein Netflix-Original und um eine Produktion von SF Film Production und wurde auf TV 2 ausgestrahlt. Die Regie in der Serie führte Lars Kaalund und die Idee und das Drehbuch dazu führte Christian Torpe in allen Folgen, Lars Kaalund war an zwei Episoden und Marie Østerbye an einer Folge mit beteiligt. Die Serie wurde auf Netflix in deutscher und französischer Synchronisation sowie mit niederländischen und englischen Untertiteln veröffentlicht.

## Handlung
Die gleichnamige Lehrerin Hjørdis steht im Mittelpunkt der Serie, die zusammen mit sozial schwachen Kindern während einer Anti-Mobbing-Woche ein Theaterstück auf die Beine stellen will. Diese Bemühungen werden durch die Ankündigung des Besuches der dänischen Prinzessin, die sich gegen Mobbing einsetzen will, beeinflusst.

## Besetzung und Synchronisation
Die deutschsprachige Synchronisation entstand nach dem Synchronbuch und unter der Regie von Katharina Gräfe für VSI Synchron in Berlin.
| Schauspieler                | Rollenname | Synchronsprecher     |
| --------------------------- | ---------- | -------------------- |
| Lise Baastrup               | Hjørdis    | Nicole Hannak        |
| Martin Brygmann             | Gert       | Gerrit Hamann        |
| Ellen Hillingsø             | Helle      | Debora Weigert       |
| Robert Hansen               | Anders     | Sven Gerhardt        |
| Pauli Ryberg                | Einar      |                      |
| Nicky Andersen              | August     | Cedric Eich          |
| Nicoline Sharma Rubow       | Johanne    | Lydia Morgenstern    |
| Jasmin Bart-Williams        | Malaika    | Giovanna Winterfeldt |
| William Rützou              | Kristoffer | Joel Schäfer         |
| Marius Due                  | Bo         | Henning Berg         |
| Oliver Methling Søndergaard | Anton      | Sebastian Fitzner    |
| Thomas Norgreen Nielsen     | Simon      | Patrick Baehr        |
| Caroline Vedel              | Freja      | Shalin Rogall        |
| Rud Aslak                   | Niklas     |                      |
| Carla Siesbye               | Jasmin     |                      |
| Ole Dupont                  | Ole        |                      |

## Episodenliste
| Nr. (ges.) | Nr. (St.) | Deutscher Titel | Originaltitel | Erstausstrahlung DK | Deutschsprachige Erstausstrahlung (Netflix) | Regie        | Drehbuch                        |
| ---------- | --------- | --------------- | ------------- | ------------------- | ------------------------------------------- | ------------ | ------------------------------- |
| 1          | 1         | Der Gast        | Gæsten        | 18. Mai 2015        | 30. Dez. 2015                               | Lars Kaalund | Christian Torpe                 |
| 2          | 1         | Die Gruppe      | Gruppen       | 25. Mai 2015        | 30. Dez. 2015                               | Lars Kaalund | Christian Torpe, Lars Kaalund   |
| 3          | 1         | Die Prinzessin  | Prinsessen    | 1. Juni 2015        | 30. Dez. 2015                               | Lars Kaalund | Christian Torpe, Lars Kaalund   |
| 4          | 1         | Im Rampenlicht  | I rampelyset  | 8. Juni 2015        | 30. Dez. 2015                               | Lars Kaalund | Christian Torpe, Marie Østerbye |